# 리호

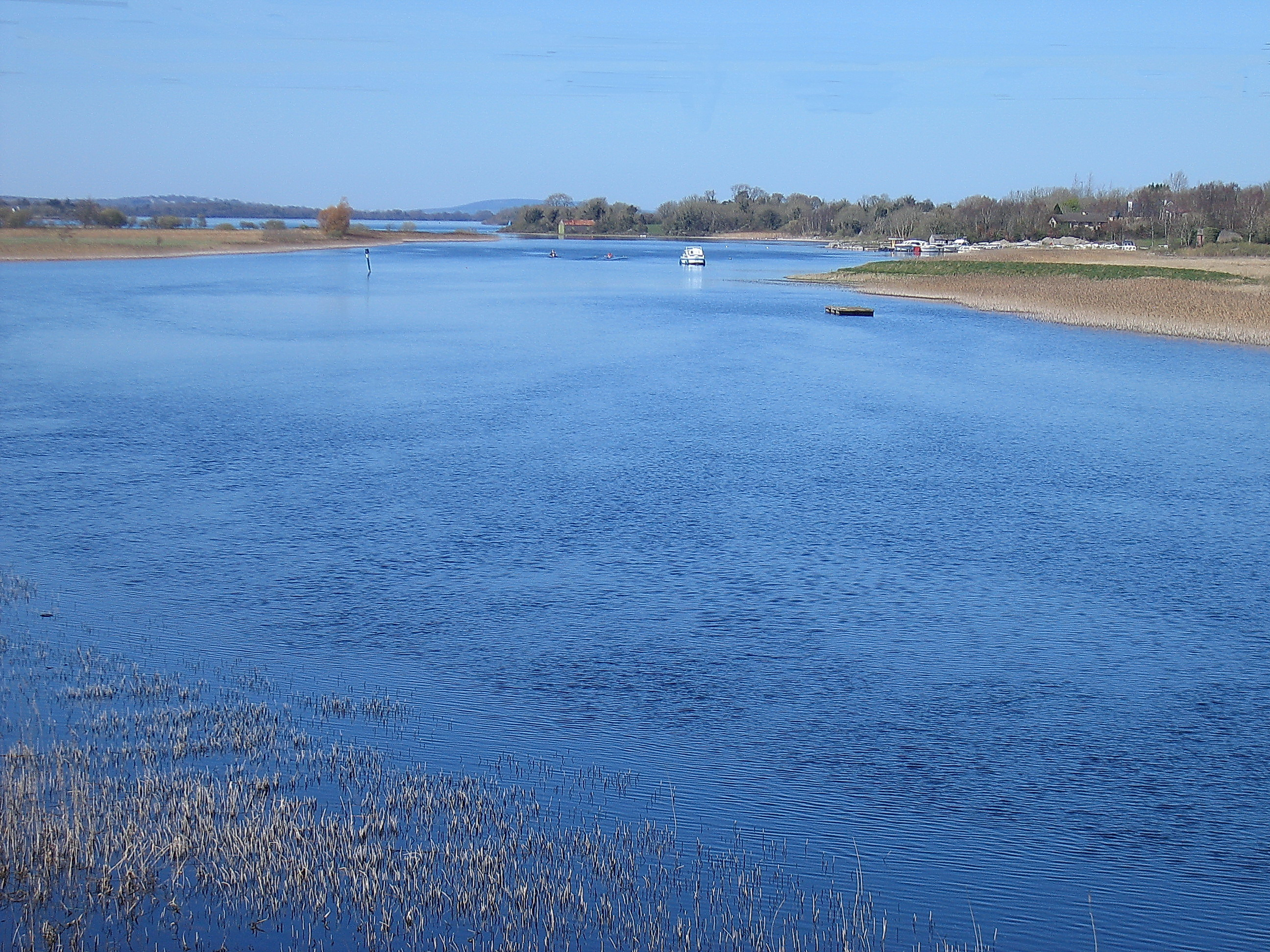
리호

리호(영어: Lough Ree, 아일랜드어: Loch Rí)는 아일랜드 중앙에 있는 호수이다.